# 브베 (인터넷 방송인)
브베(본명 한창석, 1978년 ~ )는 숲코리아(구. 아프리카TV)에서 활동하는 대한민국의 인터넷 방송인이다. 과거 유튜브, 트위치에서도 활동한 적이 있다.
이름인 브베는 ‘브라운 베어’를 줄인 말이다.

## 활동
2020년 11월 29일에 팬더TV 어워즈에서 인기상을 수상했다.

## 사건·사고

### 고인 모욕 논란
2020년 8월 12일, 걸그룹 레이디스 코드의 추모곡으로 쓰인 〈I'm Fine Thank You〉를 틀고, 소위 ‘팬티 댄스’라는 높은 수위의 춤을 추는 방송을 하여 고인 모욕 논란을 일으켰다.
2021년 1월 7일에는, 바로 전날에 사망한 빅죠의 노래를 틀고 춤추는 모습을 방송하여, 또다시 고인 모욕 논란을 일으켰다.